# كريستيان رامي
كريستيان رامي (بالإسبانية: Cristian Rami)‏ (26 يناير 1980 بقرطبة في الأرجنتين - ) هو لاعب كرة قدم أرجنتيني في مركز الهجوم. لعب مع أتليتيكو توكومان وأوليمبياكوس فولو وتيرو فيديرال ونادي أنجيه ويونيون دي سانتا في وتاليريس كوردوبا وRacing de Córdoba ‏.

## وصلات خارجية
- كريستيان رامي على موقع رابطة كرة القدم الفرنسية للمحترفين (الإنجليزية)